# Пеньки (Калининградская область)
Пеньки́ (до 1938 — Скунгиррен (нем. Skungirren), до 1946 — Шойненорт (нем. Scheunenort)) — посёлок в Черняховском районе Калининградской области. 

## Население
| 1910 | 1933 | 1939 | 2002 | 2010 |
| ---- | ---- | ---- | ---- | ---- |
| 245  | ↘236 | ↘212 | ↗304 | ↘274 |

## История
В 1946 году населённый пункт Скунгиррен был переименован в посёлок Пеньки.
До 2015 года входил в состав Свободненского сельского поселения.

## Улицы
| - пер. Дачный, - пер. Детский, - ул. Заозёрная, | - пер. Заозёрный, - ул. Ленина, - пер. Лесной, | - ул. Молодёжная, - ул. Савина, - ул. Черёмушки. |